# Markus Bayertz
Markus Bayertz (* 29. Januar 1971 in Willich) ist ein ehemaliger deutscher Fußballspieler und aktueller -funktionär.

## Karriere
Seit 1986 spielte Bayertz in der Jugend von Bayer 05 Uerdingen, mit deren B-Jugend er als Kapitän 1987 Deutscher Meister wurde. 1990/91 rückte er in die erste Mannschaft und hatte am 23. Spieltag sein Bundesligadebüt gegen den Karlsruher SC (1:1). Am Ende der Saison stieg Uerdingen in die 2. Bundesliga ab. In der folgenden Saison 1991/92, in der Uerdingen der direkte Wiederaufstieg gelang, hatte er sieben Einsätze. Nach seinem Engagement in Uerdingen spielte Bayertz für mehrere unterklassige Mannschaften. Mit Rot-Weiß Oberhausen wurde er 1995 Meister der Oberliga Nordrhein. Zuletzt spielte er sechs Jahre für den Wuppertaler SV Borussia, mit dem ihm 2003 als Oberligameister der Aufstieg in die drittklassige Regionalliga Nord gelang. Dort belegte er mit dem WSV in seiner ersten Saison den vierten Platz und scheiterte mit drei Punkten Rückstand auf Dynamo Dresden nur knapp am Durchmarsch in die 2. Bundesliga. Bis zu seinem Karriereende Ende 2006 bestritt er für die Wuppertaler 101 Regionalligaspiele und erzielte dabei 14 Tore. Von 2007 bis 2011 war er Manager des Wuppertaler SV.